# Pozuelo del Rey
Pozuelo del Rey település Spanyolországban, Madrid tartományban. Pozuelo del Rey Nuevo Baztán, Villar del Olmo, Valdilecha, Campo Real, Loeches, Torres de la Alameda és Valverde de Alcalá községekkel határos. Lakosainak száma 1292 fő (2024).

## Népesség
A település népessége az utóbbi években az alábbiak szerint változott:
| Lakosok száma | 181  | 291  | 447  | 801  | 1019 | 1092 | 1099 | 1147 | 1178 | 1292 |
|               | 2001 | 2004 | 2007 | 2009 | 2012 | 2014 | 2017 | 2019 | 2022 | 2024 |